# Tatempango
Tatempango är en ort i Mexiko.   Den ligger i kommunen Ixtacamaxtitlán och delstaten Puebla, i den sydöstra delen av landet, 140 km öster om huvudstaden Mexico City. Tatempango ligger 2 151 meter över havet och antalet invånare är 122.
Terrängen runt Tatempango är huvudsakligen kuperad, men åt sydost är den bergig. Tatempango ligger nere i en dal. Runt Tatempango är det ganska tätbefolkat, med 65 invånare per kvadratkilometer. Närmaste större samhälle är Libres, 19,6 km sydost om Tatempango. I omgivningarna runt Tatempango växer huvudsakligen savannskog.